# Ophiodromus guanicus
Ophiodromus guanicus är en ringmaskart som först beskrevs av Hoagland 1919.  Ophiodromus guanicus ingår i släktet Ophiodromus och familjen Hesionidae.
Artens utbredningsområde är Mexikanska golfen. Inga underarter finns listade i Catalogue of Life.